# Karup Kommune
Karup Kommune i Viborg Amt blev dannet ved kommunalreformen i 1970. Ved strukturreformen i 2007 blev den indlemmet i Viborg Kommune sammen med bl.a Bjerringbro Kommune, Fjends Kommune, Møldrup Kommune og Tjele Kommune. 

## Tidligere kommuner
Karup Kommune blev dannet af 2 sogne i Lysgård Herred, som begge var selvstændige sognekommuner: Karup Sogn med byerne Karup og Kølvrå og Frederiks Sogn med byerne Frederiks, Grønhøj og Skelhøje. De to kommuner havde hhv. 1.862 og 2.277, tilsammen 4.139 indbyggere pr. 1. januar 1970.
Hertil kom:
- 2 ejerlav og dele af et tredje fra Grove Sogn i Aulum-Haderup Kommune
- 4 ejerlav fra Resen Sogn i Fjends Kommune
- områder fra Finderup, Dollerup og Lysgård sogne i Viborg Kommune (1970-2006)

## Borgmestre[3]
| Periode   | Navn             | Parti             |
| --------- | ---------------- | ----------------- |
| 1970-1978 | Karl Bitsch      | Venstre           |
| 1978-1982 | Ove Svane        | Venstre           |
| 1982-1989 | Jens Erik Lyngsø | Venstre           |
| 1990-1993 | Kjeld Merstrand  | Socialdemokratiet |
| 1994-1997 | Ivan Rasmussen   | Venstre           |
| 1998-2001 | Svend Jørgensen  | Venstre           |
| 2002-2006 | Kjeld Merstrand  | Socialdemokratiet |